# Церква Лурдської Божої Матері (Сінгапур)
 Церква Лурдської Божої Матері  (кит.: 露德圣母堂) — католицька церква в Сінгапурі. 14 січня 2005 року церква Лурдської Божої Матері була зарахована до національних пам'ятників Сінгапура.

## Історія
Ділянка для будівництва була отримана в 1885 році, а наріжний камінь був закладений 1 серпня 1886 року. Церква Лурдської Божої Матері була побудована в 1888 році за моделлю базиліки Святого Розарія в Лурді й стала першою церквою тамільської католицької громади Сінгапуру. Існує думка, що будівельні роботи були виконані відомою сінгапурською будівельно-архітектурною фірмою «Swan and Maclaren», однак, це малоймовірно, оскільки будівництво храму завершено до заснування цієї компанії.
У даний час храм використовується тамільською католицькою громадою і є одним із центрів об'єднання даної національної громади Сінгапуру. Богослужіння в храмі проводяться англійською, тамільською та сингальською мовами.

## Архітектура
Церква Лурдської Божої Матері побудована в неоготичному стилі з численними архітектурними дрібними деталями. У 1986 році була проведена часткова косметична реконструкція храму.
У 2009 році в будівлі церкви провели реставраційні роботи, щоб вона стала схожою на оригінальну церкву (бюджет 1,75 мільйони сингапурських доларів). Його було завершено в жовтні 2010 року.

## Джерело
- Norman Edwards, Peter Keys (1988), Singapore — A Guide to Buildings, Streets, Places, Times Books International, ISBN 9971-65-231-5